# 保加利亚的萨穆伊尔
保加利亚的萨穆伊尔（？—1014年10月6日）是保加利亚第一帝国从997年至1014年间的沙皇，此前977年至997年，他曾在彼得一世之子罗曼一世手下担任将领，与罗曼共治国家。萨穆伊尔统治期间，保加利亚与巴西尔二世统治的拜占庭帝国时常发生战争。

萨穆伊尔时期的保加利亚帝国

1. ↑  Southeastern Europe in the Middle Ages, 500–1250, Florin Curta, Cambridge University Press, 2006, ISBN 0521815398, p. 242.